# Garcillán
Garcillán település Spanyolországban, Segovia tartományban. Garcillán Valverde del Majano, Martín Miguel, Anaya, Añe, Armuña és Los Huertos községekkel határos. Lakosainak száma 515 fő (2024).

## Népesség
A település népessége az elmúlt években az alábbi módon változott:
| Lakosok száma | 352  | 372  | 426  | 424  | 488  | 480  | 450  | 463  | 521  | 515  |
|               | 2001 | 2004 | 2007 | 2009 | 2012 | 2014 | 2017 | 2019 | 2022 | 2024 |